# Pertti Karppinen
Pertti Johannes Karppinen (17 de febrero de 1953) es un deportista finlandés que compitió en remo. Es hermano del también remero Reima Karppinen.
Participó en cinco Juegos Olímpicos de Verano entre los años 1976 y 1992, obteniendo tres medallas: oro en Montreal 1976, oro en Moscú 1980 y oro en Los Ángeles 1984. Ganó seis medallas en el Campeonato Mundial de Remo entre los años 1977 y 1987.

## Palmarés internacional
| Juegos Olímpicos   | Juegos Olímpicos             | Juegos Olímpicos  | Juegos Olímpicos |
| Año                | Lugar                        | Medalla           | Prueba           |
| ------------------ | ---------------------------- | ----------------- | ---------------- |
| 1976               | Montreal (Canadá)            | Medalla de oro    | Scull individual |
| 1980               | Moscú (URSS)                 | Medalla de oro    | Scull individual |
| 1984               | Los Ángeles (Estados Unidos) | Medalla de oro    | Scull individual |
| Campeonato Mundial |                              |                   |                  |
| Año                | Lugar                        | Medalla           | Prueba           |
| 1977               | Ámsterdam (Países Bajos)     | Medalla de plata  | Scull individual |
| 1979               | Bled (Yugoslavia)            | Medalla de oro    | Scull individual |
| 1981               | Múnich (RFA)                 | Medalla de plata  | Doble scull      |
| 1985               | Malinas (Bélgica)            | Medalla de oro    | Scull individual |
| 1986               | Nottingham (Reino Unido)     | Medalla de plata  | Scull individual |
| 1987               | Copenhague (Dinamarca)       | Medalla de bronce | Scull individual |